# Ursus thibetanus laniger
Ursus thibetanus laniger és una subespècie de l'os del Tibet (Ursus thibetanus).

## Descripció
Té un pelatge de color negre amb el musell marró clar i una taca en forma de mitja lluna de color groc pàl·lid al pit. De mitjana, fa 140–165 cm des del nas fins a la cua i pesa 90-120 kg, tot i que pot pesar-ne fins a 180 a la tardor, quan s'està engreixant per a afrontar la hibernació.
La maduresa sexual l'assoleix al cap dels tres anys de vida. L'aparellament es creu que s'esdevé a l'octubre i els dos cadells que té neixen al febrer mentre la mare és encara hibernant. Les cries romandran amb sa mare fins a llur segon any.
És diürn, tot i que la majoria d'exemplars han esdevingut nocturns amb la finalitat d'evitar els humans. Passen el dia, sovint, en coves o arbres buits.

## Alimentació
És omnívor i la seva dieta és formada per glans, nous, fruites, mel, arrels i insectes (com ara tèrmits i larves de coleòpters). Si el seu aliment habitual esdevé escàs, és possible que ataqui bestiar com ovelles, cabres i d'altres animals per a poder menjar.

## Hàbitat
És més nombrós a les zones muntanyenques i les jungles.

## Distribució geogràfica
Es troba a l'Himàlaia (des del Bhutan fins al Pakistan). Durant l'estiu freqüenta les zones més càlides d'aquest territori al Nepal, la Xina i el Tibet, i a una altitud de 10.000-12.000 peus. A l'hivern descendeix fins als 1.500 metres.
És inclòs a la Llista Vermella de la UICN. Les seves principals amenaces són la invasió del seu hàbitat pels humans, els incendis forestals, la desforestació per part de la indústria de la fusta i una alta taxa de mortalitat entre els cadells. A més, tot i que la seva caça va ésser prohibida d'ençà del 1977, la caça furtiva continua essent un gran problema.